# Roque Rivas
Roque Rivas, né en 1975, est un compositeur et designer sonore chilien établi en France.

## Biographie
Roque Rivas apprend la guitare jazz et le piano à Santiago du Chili, puis étudie de théorie de la musique au Conservatoire national de l’Université du Chili (es). En 2001, il devient élève du Conservatoire national supérieur de musique et de danse de Lyon en composition électroacoustique et informatique musicale. En 2004, il participe aux cours de Jonathan Harvey et Philippe Manoury au Centre Acanthes.
En 2005, il intègre la classe d’Emmanuel Nunes, au Conservatoire national supérieur de musique et de danse de Paris. Il reçoit la même année le prix Francis et Mica Salabert. De 2006 à 2008, il suit un cursus de formation à l’Ircam. Sa pièce, Mutations of matter pour cinq voix, électronique et une vidéo de Carlos Franklin, est créée en juin 2008 dans le cadre du festival Agora et reçoit le premier prix du Concours international de Bourges (IMEB) 2009 dans la catégorie Musiques électroacoustiques et arts électroniques.
En 2015-2016, Roque Rivas est pensionnaire à la Casa de Velázquez, l’Académie de France à Madrid. De 2017 à 2018, il est en résidence à la Villa Medicis, l’Académie de France à Rome.
En tant que compositeur, il se spécialise principalement dans la musique mixte et travaille beaucoup sur la dimension spatiale de la musique,. En 2019, la pièce Campo abierto pour grand ensemble et dispositif électroacoustique est créée par l’Ensemble Intercontemporain et l’IRCAM. Le compositeur considère cette pièce comme la plus aboutie de ses œuvres : 

« C’est une pièce [...] dans laquelle je voulais transférer des idées de la perspective en arts visuels dans le domaine de l’écriture musicale et électroacoustique. Les anamorphoses, les trompe l'œil et les illusions optiques m’ont toujours fasciné. [...] Cette pièce correspond à une nouvelle étape de mon travail. Pour la première fois, j’ai eu l’impression de réaliser mes idées sur une grande forme, avec un grand ensemble et tous les moyens technologiques disponibles de spatialisation. »

Il est professeur de composition électroacoustique au Conservatoire de Boulogne-Billancourt.

## Œuvres
- 2019
  - Campo Abierto pour grand ensemble et dispositif électroacoustique
- 2016
  - Blumentanz pour violoncelle et dispositif électroacoustique
  - Epígrafe pour trio à cordes
- 2015
  - Aurora pour orchestre
- 2013
  - Threads pour deux danseurs, système de captation de gestes et dispositif électroacoustique
- 2012
  - Assemblage pour ensemble, 16 min
- 2011
  - Ondulaciones pour flûte, clarinette, piano, violon, violoncelle et électronique, 10 min
- 2010
  - About cages pour ensemble, 4 min 33 s
  - La sonrisa del lagarto pour flûte et électronique, 9 min
  - Tatuaramba pour cinq instruments et dispositif électroacoustique
- 2009
  - Peinture 324x362 cm, 1985 pièce pour l'exposition Soulages - Noir lumière au Centre Pompidou, 2 min
- 2008
  - Mutations of matter pour cinq voix, électronique et vidéo, 14 min, Inédit
  - Étude pour piano, 10 min
- 2007
  - Conical intersect pour basson et électronique, 7 min, Inédit
- 2006
  - Splitting pour grand ensemble, 16 min, Inédit
- 2005
  - So verging meine Zeit... pour ensemble instrumental et dispositif électroacoustique, 13 min, Inédit
- 2004
  - El eco de las sombras pour piano midi et dispositif électroacoustique, 13 min, Inédit
  - Splitting the ergo pour ensemble et électronique, 15 min
- 2002
  - Mouvement pour quatuor à cordes , 12 min, Inédit

## Filmographie
- 2015 : Les Petits Secrets des grands tableaux : émission de télévision, Arte, réal. Clément Cogitore, Carlos Franklin

## Discographie
- Roque Rivas, Carlos Franklin, Mutation of matters, 1 Dvd et 1 Cd Ircam-Centre Pompidou / Le Fresnoy, 2008.